# Trentino Volley 2012-2013
Questa voce raccoglie le informazioni riguardanti la Trentino Volley nelle competizioni ufficiali della stagione 2012-2013.

## Stagione
La stagione 2012-2013 della Trentino Volley, 13ª annata consecutiva nella massima serie nazionale, prese il via il 30 settembre 2012 a Modena, dove affrontò i campioni d'Italia della Lube Macerata per la conquista della Supercoppa italiana. Nonostante il mercato estivo non avesse interessato alcun elemento della formazione titolare, la squadra venne sconfitta al tie-break, perdendo per la terza volta in quattro partecipazioni il primo trofeo della stagione.
Dopo la prima giornata di campionato (sconfitta in casa per mano di Vibo Valentia) la squadrà andò in Qatar per partecipare alla Coppa del Mondo per club 2012 con il titolo di campioni in carica. Durante il girone di qualificazione i trentini incontrarono difficoltà nel superare i qatarioti dell'Al-Rayyan e i brasiliani del Sada Cruzeiro, mentre superarono agilmente la semifinale contro i campioni d'Europa dello Zenit Kazan. In finale affrontarono nuovamente i campioni sudamericani, ma con il risultato di 3 a 0 la formazione trentina si laureò Campione del Mondo per la 4ª volta consecutiva, migliorando ulteriormente il record già detenuto di maggior numero di titoli.
Con il ritorno in Italia prese il via anche la quinta partecipazione consecutiva alla Champions League, che nel girone di qualificazione registrò il ruolino di marcia di 6 vittorie in 6 partite. Nel turno successivo, l'andata dei play-off 12 giocato a Mosca, vide gli italiani rimontare dallo 0 a 2 fino al 2 pari, ma il tie-break finì nelle mani della Dinamo Mosca. Nella gara di ritorno al PalaTrento i padroni di casa vinsero la partita regolare con un perentorio 3 a 0 ma, a causa del regolamento in vigore da alcune stagioni, il vincitore venne deciso al termine di un supplementare golden set, che alla fine decretò il passaggio dei russi. Con questa eliminazione la Trentino Volley interruppe la tradizione che la vedeva partecipare sempre alla Final Four della principale competizione europea, come accaduto nelle 4 stagioni precedenti.
La squadra terminò al primo posto il girone d'andata del campionato italiano, qualificandosi come testa di serie numero 1 alla Coppa Italia 2012-13. Il quarto di finale si giocò il 26 dicembre a Trento, e la vittoria per 3 a 0 contro la Sir Safety Perugia qualificò i trentini alla Final Four da disputare lo stesso fine settimana al Mediolanum Forum di Milano. In semifinale venne superata Vibo Valentia, mentre in finale vi fu una riproposizione dell'ultima finale scudetto e della recente Supercoppa italiana; questa volta i "cucinieri" di Macerata vennero sconfitti, e così in bacheca entrò la terza Coppa Italia, la seconda consecutiva, della società.
Il primo posto in Regular Season venne mantenuto fino al termine del campionato, permettendo di godere di più giorni di riposo e della prima gara assegnata a tavolino nel quarto di finale e nell'eventuale semifinale dei play-off. Vincendo la seconda gara in trasferta e la terza gara in casa, l'Itas Diatec Trentino superò prima la Tonno Callipo Vibo Valentia e poi la Bre Banca Lannutti Cuneo. Nella finale al meglio delle 5 gare incontrò la Copra Elior Piacenza, la stessa squadra affrontanta nel 2008 (vittoria per Trento) e nel 2009 (vittoria per Piacenza) per la conquista dello scudetto; anche in quelle serie finali l'ultima gara si disputò al PalaTrento. I primi quattro risultati funono uno lo specchio dell'altro, con il fattore campo che venne sempre rispettato; questo aspetto si ripeté anche nella 5ª e decisiva gara: il match terminò al tie-break, ed un attacco out di Samuele Papi consegnò alla Trentino Volley il 3º scudetto della sua storia.

## Organigramma societario
Area amministrativa
- Presidente: Diego Mosna
- Team Manager: Riccardo Michieletto
- Finanza: Stefano Corvo

Area comunicazione
- Ufficio stampa: Francesco Segala
- Fotografo: Marco Trabalza
- Speaker: Gabriele Biancardi

Area marketing
- Ufficio marketing: Iris Wintzek

Area organizzativa
- Segreteria generale: Iris Wintzek, Chiara Candotti, Sarah Mosna
- Amministrazione: Laura Corradini
- Logistica, Impianti e Magazzino: Giuseppe Borgogno
- Responsabile PalaTrento: Antonio Brentari
- Addetto agli arbitri: Alberto Detassis

Area tecnica
- Allenatore: Radostin Stojčev
- Allenatore in seconda: Roberto Serniotti
- Responsabile statistiche: Matteo Levratto

Area medica
- Medico Sociale: Mauro Bertoluzza
- Preparatore Atletico: Martin Pöder
- Fisioterapista: Davide Lama

## Rosa
| N. | Giocatore             | Ruolo | Data di nascita   | Nazionalità sportiva |
| -- | --------------------- | ----- | ----------------- | -------------------- |
| 1  | Matej Kazijski        | S     | 23 settembre 1984 | Bulgaria             |
| 2  | Giacomo Sintini       | P     | 16 gennaio 1979   | Italia               |
| 3  | Emanuele Birarelli    | C     | 8 febbraio 1981   | Italia               |
| 5  | Osmany Juantorena     | S     | 12 agosto 1985    | Italia               |
| 7  | Raphael de Oliveira   | P     | 14 giugno 1979    | Brasile              |
| 8  | Damiano Valsecchi     | C     | 28 agosto 1991    | Italia               |
| 9  | Nikolay Uchikov       | O     | 13 aprile 1986    | Bulgaria             |
| 10 | Filippo Lanza         | S     | 3 marzo 1991      | Italia               |
| 12 | Mitar Đurić           | C     | 25 aprile 1989    | Grecia               |
| 13 | Massimo Colaci        | L     | 21 febbraio 1985  | Italia               |
| 14 | Jan Štokr             | O     | 16 gennaio 1983   | Rep. Ceca            |
| 15 | Štefan Chrtianský Jr. | S     | 17 agosto 1989    | Slovacchia           |
| 16 | Andrea Bari           | L     | 5 marzo 1980      | Italia               |
| 17 | Matteo Burgsthaler    | C     | 18 febbraio 1981  | Italia               |

## Mercato
| Acquisti | Acquisti              | Acquisti    | Acquisti      |
| R.       | Nome                  | da          | Modalità      |
| -------- | --------------------- | ----------- | ------------- |
| S        | Štefan Chrtianský Jr. | Tirol       | definitivo    |
| O        | Nikolay Uchikov       | Molfetta    | fine prestito |
| C        | Damiano Valsecchi     | Club Italia | fine prestito |

| Cessioni | Cessioni         | Cessioni           | Cessioni   |
| R.       | Nome             | a                  | Modalità   |
| -------- | ---------------- | ------------------ | ---------- |
| C        | Steve Brinkman   | Baic Motor Pechino | svincolato |
| S        | Dore Della Lunga | Piemonte           | prestito   |
| O        | Tsvetan Sokolov  | Piemonte           | prestito   |
| P        | Łukasz Żygadło   | Fakel              | definitivo |

- Come secondo palleggiatore è stato inserito in rosa Giacomo Sintini, rientrato all'attività dopo un anno di stop[10].

## Risultati

### Serie A1

#### Girone d'andata
| 1ª giornata - 7 ottobre 2012 PalaTrento, Trento              | Trentino           | 1 - 3 | Callipo            | 25-15, 23-25, 23-25, 18-25        |
| 2ª giornata - 7 novembre 2012 PalaEvangelisti, Perugia       | Sir Safety Perugia | 0 - 3 | Trentino           | 21-25, 23-25, 20-25               |
| 3ª giornata - 28 novembre 2012 PalaTrento, Trento            | Trentino           | 3 - 1 | Modena             | 24-26, 25-9, 25-14, 25-18         |
| 4ª giornata - 28 ottobre 2012 PalaKemon, San Giustino        | Altotevere         | 0 - 3 | Trentino           | 19-25, 12-25, 23-25               |
| 5ª giornata - 4 novembre 2012 PalaTrento, Trento             | Trentino           | 3 - 0 | Piemonte           | 25-18, 25-21, 25-21               |
| 6ª giornata - 11 novembre 2012 PalaBianchini, Latina         | Top Volley Latina  | 0 - 3 | Trentino           | 14-25, 22-25, 22-25               |
| 7ª giornata - 18 novembre 2012 PalaTrento, Trento            | Trentino           | 3 - 2 | Lube               | 25-23, 25-21, 20-25, 23-25, 15-12 |
| 8ª giornata - 25 novembre 2012 PalaGrotte, Castellana Grotte | New Mater          | 0 - 3 | Trentino           | 22-25, 18-25, 25-27               |
| 9ª giornata - 2 dicembre 2012 PalaTrento, Trento             | Trentino           | 3 - 1 | Piacenza           | 25-17, 23-25, 25-20, 25-21        |
| 10ª giornata - 9 dicembre 2012 PalaOlimpia, Verona           | BluVolley Verona   | 0 - 3 | Trentino           | 16-25, 19-25, 12-25               |
| 11ª giornata - 16 dicembre 2012 PalaTrento, Trento           | Trentino           | 3 - 0 | Robur Angelo Costa | 25-13, 25-18, 25-18               |

#### Girone di ritorno
| 1ª giornata - 22 dicembre 2012 PalaValentia, Vibo Valentia       | Callipo            | 0 - 3 | Trentino           | 22-25, 17-25, 23-25               |
| 2ª giornata - 6 gennaio 2013 PalaTrento, Trento                  | Trentino           | 3 - 2 | Sir Safety Perugia | 25-19, 18-25, 25-20, 22-25, 15-10 |
| 3ª giornata - 13 gennaio 2013 PalaCasaModena, Modena             | Modena             | 3 - 1 | Trentino           | 26-24, 21-25, 25-19, 26-24        |
| 4ª giornata - 20 gennaio 2013 PalaTrento, Trento                 | Trentino           | 3 - 0 | Altotevere         | 25-19, 25-16, 25-21               |
| 5ª giornata - 27 gennaio 2013 PalaBreBanca, Cuneo                | Piemonte           | 3 - 1 | Trentino           | 25-20, 16-25, 25-21, 25-22        |
| 6ª giornata - 3 febbraio 2013 PalaTrento, Trento                 | Trentino           | 3 - 0 | Top Volley Latina  | 25-20, 25-15, 25-19               |
| 7ª giornata - 10 febbraio 2013 Palasport Fontescodella, Macerata | Lube               | 1 - 3 | Trentino           | 22-25, 25-21, 19-25, 18-25        |
| 8ª giornata - 17 febbraio 2013 PalaTrento, Trento                | Trentino           | 3 - 0 | New Mater          | 25-18, 25-20, 25-22               |
| 9ª giornata - 24 febbraio 2013 PalaBanca, Piacenza               | Piacenza           | 2 - 3 | Trentino           | 25-17, 18-25, 19-25, 25-19, 12-15 |
| 10ª giornata - 3 marzo 2013 PalaTrento, Trento                   | Trentino           | 3 - 0 | BluVolley Verona   | 25-15, 25-17, 25-20               |
| 11ª giornata - 10 marzo 2013 PalaDeAndré, Ravenna                | Robur Angelo Costa | 0 - 3 | Trentino           | 19-25, 15-25, 19-25               |

#### Play-off scudetto
| Quarti di finale (gara 2) - 27 marzo 2013 PalaValentia, Vibo Valentia | Callipo  | 0 - 3 | Trentino | 23-25, 21-25, 22-25               |
| Quarti di finale (gara 3) - 31 marzo 2013 PalaTrento, Trento          | Trentino | 3 - 0 | Callipo  | 27-25, 25-23, 25-20               |
| Semifinale (gara 2) - 11 aprile 2013 PalaBreBanca, Cuneo              | Piemonte | 2 - 3 | Trentino | 19-25, 29-27, 25-13, 20-25, 16-18 |
| Semifinale (gara 3) - 14 aprile 2013 PalaTrento, Trento               | Trentino | 3 - 0 | Piemonte | 25-20, 25-18, 25-22               |
| Finale (gara 1) - 25 aprile 2013 PalaTrento, Trento                   | Trentino | 3 - 1 | Piacenza | 20-25, 25-11, 25-19, 25-20        |
| Finale (gara 2) - 28 aprile 2013 PalaBanca, Piacenza                  | Piacenza | 3 - 1 | Trentino | 17-25, 25-22, 25-16, 32-30        |
| Finale (gara 3) - 1º maggio 2013 PalaTrento, Trento                   | Trentino | 3 - 0 | Piacenza | 25-12, 25-18, 25-19               |
| Finale (gara 4) - 5 maggio 2013 PalaBanca, Piacenza                   | Piacenza | 3 - 0 | Trentino | 25-22, 25-19, 25-20               |
| Finale (gara 5) - 12 maggio 2013 PalaTrento, Trento                   | Trentino | 3 - 2 | Piacenza | 25-23, 21-25, 25-22, 19-25, 15-12 |

### Coppa Italia
| Quarti di finale - 26 dicembre 2012 PalaTrento, Trento | Trentino | 3 - 1 | Sir Safety Perugia | 25-16, 25-18, 21-25, 25-17 |
| Semifinale - 29 dicembre 2012 Mediolanum Forum, Milano | Trentino | 3 - 0 | Callipo            | 25-18, 25-13, 25-15        |
| Finale - 30 dicembre 2012 Mediolanum Forum, Milano     | Trentino | 3 - 1 | Lube               | 25-17, 25-16, 21-25, 25-23 |

### Champions League

#### Fase a gironi
| 1ª giornata - 25 ottobre 2012 PalaTrento, Trento             | Trentino     | 3 - 0 | Stella Rossa | 25-18, 25-17, 25-20        |
| 2ª giornata - 31 ottobre 2012 Salle Robert-Grenon, Tours     | Tours        | 0 - 3 | Trentino     | 19-25, 16-25, 23-25        |
| 3ª giornata - 14 novembre 2012 PalaTrento, Trento            | Trentino     | 3 - 0 | ZAKSA        | 25-22, 25-22, 25-22        |
| 4ª giornata - 21 novembre 2012 Hala Azoty, Kędzierzyn-Koźle  | ZAKSA        | 1 - 3 | Trentino     | 24-26, 15-25, 25-16, 23-25 |
| 5ª giornata - 5 dicembre 2012 PalaTrento, Trento             | Trentino     | 3 - 0 | Tours        | 25-23, 25-21, 25-16        |
| 6ª giornata - 12 dicembre 2012 Šumice Sport Center, Belgrado | Stella Rossa | 1 - 3 | Trentino     | 18-25, 19-25, 25-23, 23-25 |

#### Fase a eliminazione diretta
| Play-off 12 (andata) - 15 gennaio 2013 Dynamo Sports Palace, Mosca | Dinamo Mosca | 3 - 2 | Trentino     | 25-21, 25-23, 20-25, 17-25, 15-12     |
| Play-off 12 (ritorno) - 23 gennaio 2013 PalaTrento, Trento         | Trentino     | 3 - 0 | Dinamo Mosca | 25-19, 25-18, 25-12 Golden set: 12-15 |

### Coppa del Mondo per club

#### Fase a gironi
| 1ª giornata - 13 ottobre 2012 Aspire Zone Hall, Doha | Trentino | 3 - 2 | Al-Rayyan   | 22-25, 25-18, 23-25, 25-17, 15-9  |
| 2ª giornata - 14 ottobre 2012 Aspire Zone Hall, Doha | Trentino | 3 - 0 | Tigres UNAS | 25-15, 25-15, 25-20               |
| 3ª giornata - 16 ottobre 2012 Aspire Zone Hall, Doha | Trentino | 3 - 2 | Sada        | 25-23, 24-26, 26-24, 19-25, 21-19 |

#### Fase a eliminazione diretta
| Semifinale - 18 ottobre 2012 Aspire Zone Hall, Doha | Trentino | 3 - 0 | Zenit-Kazan | 25-14, 25-20, 25-14 |
| Finale - 19 ottobre 2012 Aspire Zone Hall, Doha     | Trentino | 3 - 0 | Sada        | 25-18, 25-15, 29-27 |

### Supercoppa italiana
| Finale - 30 settembre 2012 PalaCasaModena, Modena | Lube | 3 - 2 | Trentino | 25-23, 19-25, 28-26, 20-25, 15-11 |

## Statistiche

### Statistiche di squadra
| Competizione                 | Punti | In casa | In casa | In casa | In trasferta | In trasferta | In trasferta | Totale | Totale | Totale |
| Competizione                 | Punti | G       | V       | P       | G            | V            | P            | G      | V      | P      |
| ---------------------------- | ----- | ------- | ------- | ------- | ------------ | ------------ | ------------ | ------ | ------ | ------ |
| Serie A1                     | 54    | 16      | 15      | 1       | 15           | 11           | 4            | 31     | 26     | 5      |
| Coppa Italia                 | -     | 1       | 1       | 0       | 2            | 2            | 0            | 3      | 3      | 0      |
| Supercoppa italiana          | -     | -       | -       | -       | -            | -            | -            | 1      | 0      | 1      |
| Champions League             | 18    | 4       | 3       | 1       | 4            | 3            | 1            | 8      | 6      | 2      |
| Campionato mondiale per club | 7     | -       | -       | -       | -            | -            | -            | 5      | 5      | 0      |
| Totale                       | -     | 21      | 19      | 2       | 21           | 16           | 5            | 48     | 40     | 8      |

G = partite giocate; V = partite vinte; P = partite perse